# Eugene Istomin
Eugene George Istomin (ur. 26 listopada 1925 w Nowym Jorku, zm. 10 października 2003 w Waszyngtonie) – amerykański pianista rosyjskiego pochodzenia. W dniach 18-19 czerwca 1976 koncertował w Filharmonii Narodowej w Warszawie. Dokonał wtedy razem z Orkiestrą pod dyrekcją Jerzego Semkowa nagrania V Koncertu fortepianowego Es-dur op. 73 Ludwiga van Beethovena. Nagranie to było wydane przez Polskie Nagrania „Muza” na kasetach magnetofonowych w roku 1987.